# Sharpham
Sharpham – wieś w Anglii, w hrabstwie Somerset, w dystrykcie (unitary authority) Somerset. Leży 38 km na południe od miasta Bristol i 189 km na zachód od Londynu. W 2001 miejscowość liczyła 71 mieszkańców.